# Pericoma squamitarsis
Pericoma squamitarsis är en tvåvingeart som beskrevs av Tonnoir 1929. Pericoma squamitarsis ingår i släktet Pericoma och familjen fjärilsmyggor. Inga underarter finns listade i Catalogue of Life.